# Länsväg 100
De Zweedse weg 100 (Zweeds: Länsväg 100) is een provinciale weg in de provincie Skåne län in Zweden en is circa 14 kilometer lang. De weg ligt in het meest zuidelijke deel van Zweden en verbindt het schiereiland Falsterbohalvön met de E6/E22 op het vasteland.

## Plaatsen langs de weg
- Skanör med Falsterbo
- Ljunghusen
- Höllviken
- Vellinge

## Knooppunten
- E6/E22 (einde)

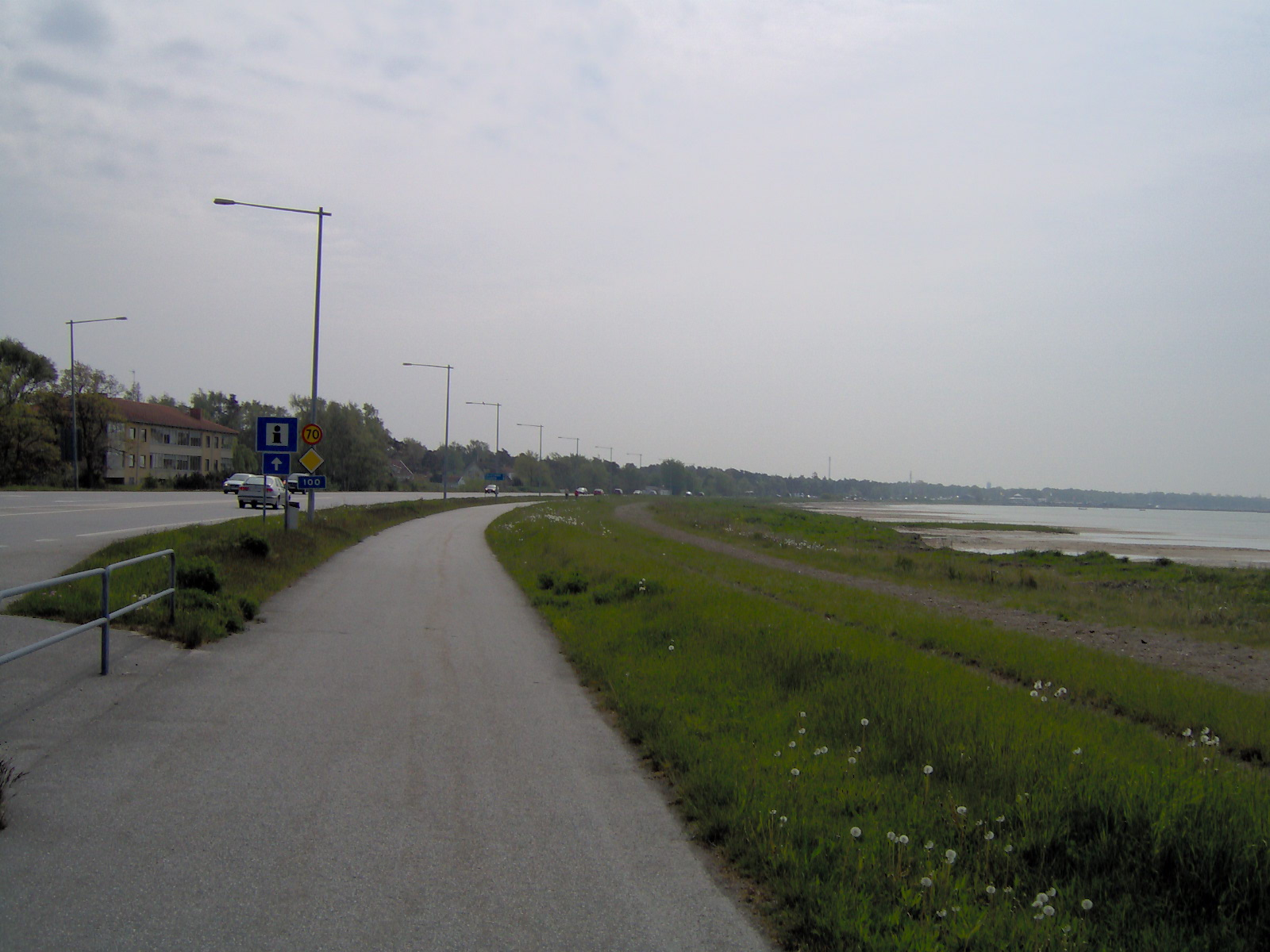
De weg bij Hollviken richting Ljunghusen
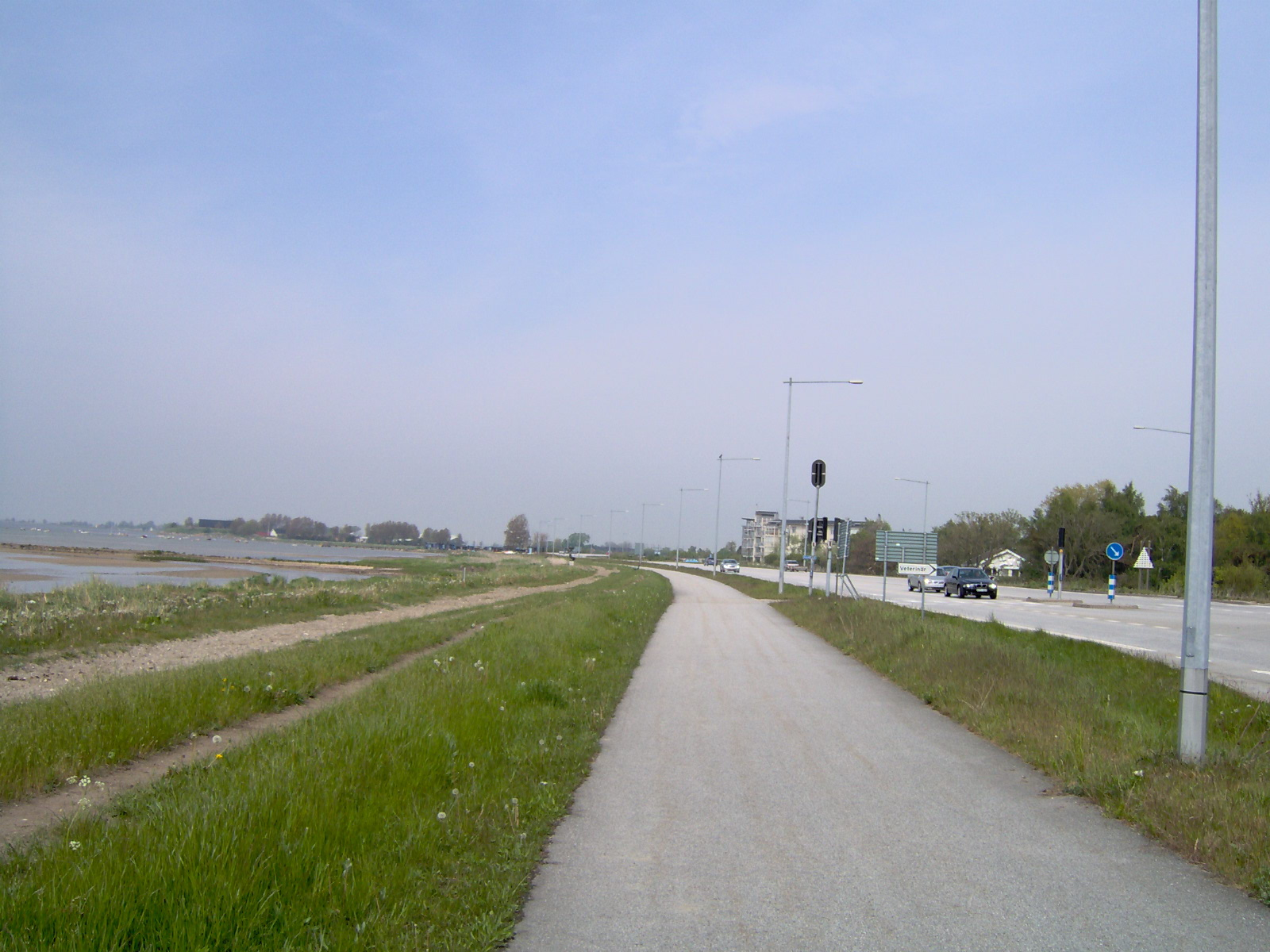
De weg bij Hollviken richting Vellinge